# Gibson J-45

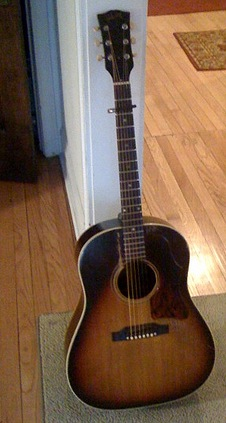
Uma guitarra acústica Gibson J-45 de 1967.

O Gibson J-45 é um modelo de guitarra acústica fabricado pela Gibson Guitar Corporation. O modelo foi introduzido ao mercado no verão de 1942 e tornou-se amplamente conhecido como “The Workhorse” devido à sua simplicidade prática e elegância discreta.
A aparição do J-45 no mercado foi repentina, mas logo o timbre forte ganhou rapidamente a preferência dos clientes e se tornou um campeão de vendas. Depois do fim da Segunda Guerra Mundial, o J-45 continuou a sua popularidade e ganhou o status de “Workhorse Instrument”, mesmo sofrendo várias mudanças de design como a nova logotipo em 1948 e mudanças no design da ponte em 1950 e 1954, entre outras.

Em suma, o J-45 é o modelo de violão mais vendido da Gibson e um dos violões mais gravados da história, e já agraciou inúmeras gravações e palcos de concertos nas mãos de artistas de uma ampla variedade de gêneros.